# Hospital de la Universidad de Pensilvania
El Hospital de la Universidad de Pensilvania (en inglés Hospital of the University of Pennsylvania), también conocido como HUP por sus siglas en inglés, es el hospital docente de la institución del mismo nombre, ubicado el barrio de University City en Filadelfia, Pensilvania. Está considerado entre los mejores hospitales de Estados Unidos.

## Historia
El hospital fue fundado en 1874 por la Escuela de Medicina Perelman, haciéndolo el hospital docente de propiedad universitaria más antiguo del país.
HUP está ubicado en el campus de la Universidad de Pensilvania, juntos con otros departamentos académicos, laboratorios, centros de investigación. El Children's Hospital of Philadelphia (CHOP) también está ubicado en el campus y distrito universitario.

## Reputación
Según U.S. News & World Report, el sistema hospitalario de la Universidad de Pensilvania se encuentra en el prestigioso 'Honor Roll'. Para el 2019 apareció en el ranking #18 a nivel nacional, y a nivel regional su ranking es #1.